# Amsaria sagittocera
Amsaria sagittocera är en tvåvingeart som beskrevs av Adisoemarto 1974. Amsaria sagittocera ingår i släktet Amsaria och familjen vapenflugor. Inga underarter finns listade i Catalogue of Life.